# Åsa Schwarz
Åsa Schwarz Ahlin, född 8 februari 1973, är en svensk författare bosatt i Stockholm. Hon skriver främst i genrerna thrillers, skräck, mysticism och chick lit.

## Biografi
Schwarz gick på Östra Real på Östermalm i Stockholm och därefter på Påhlmans handelsinstitut. 1993–1996 studerade hon vid Stockholms universitet och tog en kandidatexamen i företagsekonomi och data- och systemvetenskap. Hon blev konsult och startade Information Security Services 1996. Från 1998 till 2005 arbetade hon som IT-säkerhetskonsult, försäljare och marknadsförare på bolaget Dagaz (som hon var med och grundade), som sedermera såldes till IT-säkerhetsföretaget Nexus. 2008 började hon som IT-säkerhetskonsult på Cybercom, och sedan 2013 på Knowit. Schwarz har varit kolumnist i Computer Sweden.
I april 2011 gifte hon sig; hon har två barn.

### Författarskap

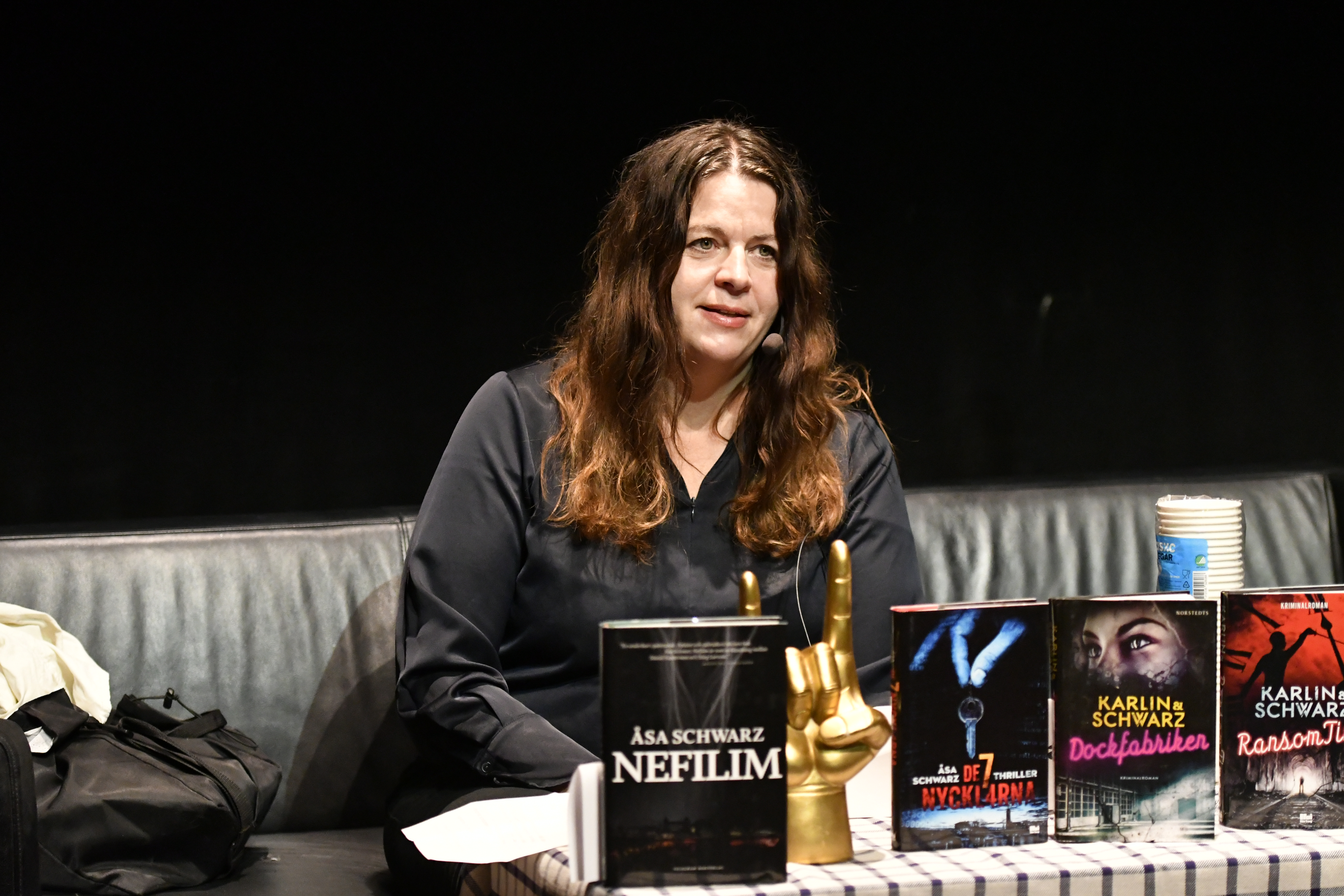
Åsa Schwarz med delar av sin utgivning som hedersgäst på Swecon 2024.

Åsa Schwarz debuterade som författare 2005 med Och fjättra Lilith i kedjor, där figuren Lilit medverkar. Det blev den första delen i Demontrilogin, där Schwarz andra bok, Stigma 2006 också ingår, samt en ännu outgiven bok.
Schwarz nästa serie började med Nefilim 2009, där en av huvudpersonerna var miljöaktivisten Nova Barakel. Barakel återkom senare i En död ängel 2011. Under arbetet med Nefilim skapade Schwarz en Facebook-profil för Barakel som "en medveten lek med fiktion kontra verklighet och spännande att göra boken som en Facebookthriller", något som lurade ett 50-tal journalister.
Hennes femte bok, Lust 2013, är en fristående bok. Hon är översatt till 17 språk. Enligt Schwarz är Sverige det land där hon säljer minst antal böcker.